# Nördliche Expeditionen
Erste Expedition (228) – Zweite Expedition (228) – Dritte Expedition (229) – Vierte Expedition (231) – Fünfte Expedition (234)
Sishui-Pass – Hulao-Pass – Jieqiao – Guandu – Changban – Chibi – Tong-Tor – Hefei – Dingjun – Fancheng – Xiaoting – Südliche Kampagne – Shiting – Jieting – Nördliche Expeditionen – Wu-Zhang-Ebene

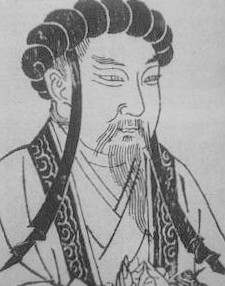
Zhuge Liang

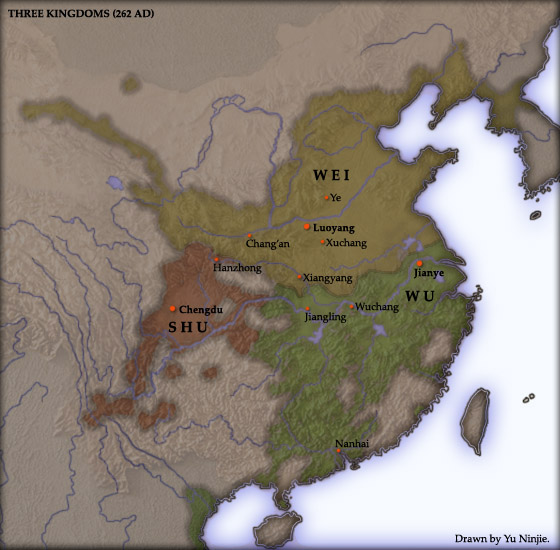
Gebiete der Drei Reiche im Jahr 262

Die Nördlichen Expeditionen (chinesisch 北伐, Pinyin běifá) waren eine Serie von fünf militärischen Kampagnen des Shu-Reiches gegen die im Norden gelegene Wei-Dynastie. Sie wurden allesamt von dem berühmten Strategen und Staatsmann Zhuge Liang angeführt. Obwohl sie ihren Zweck nie erreichten und keine Entscheidung im Konflikt der beiden Kontrahenten herbeiführten, sind die Nördlichen Expeditionen die wohl bekannteste militärische Auseinandersetzung der Zeit der Drei Reiche. In der volkstümlichen Geschichtsschreibung werden sie mit der Schlacht auf der Wu-Zhang-Ebene zu den sechs Feldzügen vom Berg Qi (六出祁山) gezählt.

## Hintergrund
Im Jahre 227 war China in die drei Reiche Wei, Shu und Wu geteilt, die jeder für sich die Wiedervereinigung des gefallenen Han-Reiches anstrebten. Im Staat Shu kann der strategische Gedanke hinter den Nördlichen Expeditionen bis ins Jahr 207 zurückverfolgt werden, als der damals 27-jährige Zhuge Liang seinem Herrn Liu Bei seinen Longzhong-Plan (隆中對) vorlegte. Darin erklärte er in groben Zügen die Notwendigkeit einer lebensfähigen geographischen Basis; im Anschluss daran erläuterte er einen zweizügigen Angriff auf den Norden zu dessen Eroberung. Die eine Route führte von der Yi-Provinz im Westen (in etwa die heutige Provinz Sichuan), nördlich durch das Qinling-Gebirge in das Tal des Wei-Flusses und von dort zu einem strategischen Punkt nahe der Stadt Chang’an, von der aus man die Kontrolle über die große Schleife des Gelben Flusses hatte. Die zweite Route führte von der Jing-Provinz nördlich nach Luoyang, dem politischen Zentrum.
Mit der Einnahme der Yi-Provinz im Jahre 215 hatte Liu Bei die Grundvoraussetzungen erfüllt, um den Plan in die Tat umzusetzen. Das geopolitische Zusammenspiel jedoch, welches Zhuge Liang vor Augen hatte, erwies sich als militärisch instabil. Die Allianz mit dem Wu-Reich im Osten zerbrach an den Ansprüchen auf die von Shu besetzte Jing-Provinz. Sie ging 219 an Wu verloren, und 223 starb Liu Bei. Zu dieser Zeit waren auch die meisten verdienten Shu-Generäle tot; von den Fünf Tigergenerälen lebte nur noch Zhao Yun. Die Lage von Shu nach der Schlacht von Xiaoting war verzwickt, aber Zhuge Liang gelang es, die Allianz mit Sun Quan von Wu wiederherzustellen. Nun hatte er um seine Flanke nicht mehr zu fürchten, musste aber auf die zweite Route seines Longzhong-Plans verzichten.
In seiner bekannten Denkschrift für den Abend des Aufbruchs von 227 legt er dem Kaiser Liu Shan in höchst ideologischen Begriffen die Beweggründe für seinen Aufbruch aus der Hauptstadt Chengdu dar: „Wir sollten die drei Armeen zur Sicherung der Zentralebene im Norden führen. Wenn ich mein Bestes gebe, müssen wir die Verschlagenen auslöschen, das Haus von Han wiederherstellen und in die alten Hauptstadt zurückkehren. Dies erfordert die Sache; so ehre ich den vorigen Kaiser (gemeint ist Kaiser Xian) und beweise Eurer Majestät meine Treue.“

## Geographie

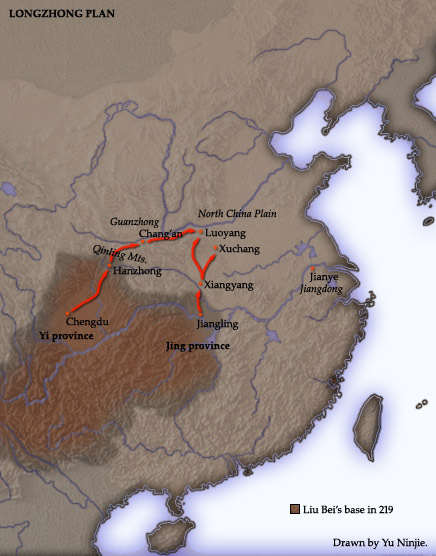
Schematische Darstellung des Longzhong-Plans.

Zhuge Liangs Plan verlangte einen Marsch nördlich um die Stadt Hanzhong, die das Bevölkerungszentrum der Yi-Provinz darstellte. Im 3. Jahrhundert war die Region um Hanzhong ein spärlich besiedeltes Gebiet, das von wildem Urwald umgeben war. Bedeutung hatte sie als strategischer Punkt im langgestreckten, fruchtbaren Tal des Han-Flusses zwischen dem Qinling- und dem Micang-Gebirge im Norden und Süden. Darum war Hanzhong das Verwaltungszentrum des bergigen Grenzbereichs zwischen dem Roten Becken im Süden und dem Tal des Wei-Flusses im Norden. Das Gebiet gewährte außerdem Zugang zum trockenen Nordwesten, und nach Gansu.
Aus geographischer Sicht stellt die zerklüftete Barriere des Qinling-Gebirges das größte Hindernis vor Chang’an dar. Diese Bergkette besteht aus einer Reihe von parallelen Bergrücken, die leicht nach Südost laufen und durch ein Labyrinth von verzweigten Tälern getrennt sind. Wegen der durch Erdbeben entstandenen Verschiebungen machen die topographischen Merkmale einige Schwierigkeiten. Der Zugang von Süden war damals nur über ein paar Bergpfade möglich, die Stollen-Straßen genannt wurden. Sie überquerten wichtige Pässe und waren für ihre straßenbauliche Kunstfertigkeit und ihre sinnreiche Anlage bekannt. Der älteste Pfad lag nordwestlich von Hanzhong und überquerte den San-Pass. Der Lianyang („verbundene Wolke“) genannte Pfad wurde im 3. Jahrhundert v. Chr. unter der Qin-Dynastie errichtet, um Waren zu transportieren. Er folgte dem Jialing-Tal und tritt im Norden aus, wo sich der Wei-Fluss beträchtlich verbreitert, nahe bei der Stadt Chencang. Eine andere Route war die Baoye-Strecke, die quer zum Yegu-Pass verläuft und südlich von Mei endet. Ein paar kleinere und beschwerlichere Routen lagen im Osten. Von ihnen sollte man die Ziwu-Strecke erwähnen, welche direkt nach Chang’an führt.

## Erste Expedition (228)
Zhuge Liang hielt in Hanzhong Kriegsrat über die Umsetzung des taktischen Ziels der Einnahme von Chang’an. Er empfahl, in einem weiten linken Haken das obere Wei-Tal einzunehmen. Dies sei die notwendige Voraussetzung zur Einnahme von Chang’an. Der Kommandant Wei Yan jedoch war gegen diesen Plan und schlug einen wagemutigen Vorstoß durch den Pass im Qinling-Gebirge mit 10.000 Elitesoldaten vor, um Chang’an in einem Überraschungsangriff zu gewinnen. Er war zuversichtlich, die Stadt gegen Wei halten zu können, bis Zhuge Liang mit der Hauptstreitmacht eingetroffen sei. Diesen Plan aber lehnte Zhuge Liang ab, weil er ihm zu waghalsig war; er zog einen vorsichtigeren Anmarsch vor. Zwei kleinere Heere wurden durch die Ji-Schlucht geschickt, von denen eine vom Veteranengeneral Zhao Yun angeführt wurde. Dies sollte der Köder für Wei sein, um eine Bedrohung der Stadt Mei vorzutäuschen. Das wirkliche Ziel war die Einnahme der Longyou-Region westlich von Chang’an: Tianshui, Anding, Nan’an und besonders das Lager am Berg Qi, die größte Bastion im oberen Wei-Tal.
Cao Rui, der Kaiser von Wei, begab sich persönlich nach Chang’an, um die Verteidigung zu überwachen. Der befehlshabende General Cao Zhen sicherte Mei gegen Zhao Yun, während sich gleichzeitig eine 50.000 Mann starke Streitmacht aus Kavallerie und Infanterie unter Zhang He aufmachte, um Zhuge Liang zu begegnen. In Jieting fand Zhang He den Hauptteil der Shu-Armee unter Ma Su. Weil dessen Wasserversorgung zusammengebrochen war, konnte Zhang He ihn in der Schlacht von Jieting leicht schlagen und eine Feldwache aufstellen, während die Reste der Shu-Armee nach Süden flohen. Inzwischen stieß Zhao Yuns kleine Streitmacht auf erheblichen Widerstand. Zhuge Liang ordnete deshalb den totalen Rückzug nach Hanzhong an, denn die Wei-Armee bedrohte nun auch ihn selbst. Nach dieser Niederlage ließ Zhuge Liang Ma Su für seine taktischen Patzer hinrichten und schickte dann ein Memorandum an den Kaiser, in der er sich für sein Versagen kasteite.

## Zweite Expedition (228)
Nicht lange nach dem Ende der ersten Expedition hatte Wu den Wei in der Schlacht von Shiting eine Niederlage beigebracht. Weil er einen Durchbruch im Tal des Huai-Flusses befürchtete, verstärkte Cao Rui die Südostgrenze, indem er Truppen aus dem Westen abzog. Als er die Gelegenheit erkannte, schlug sich Zhuge Liang im Winter desselben Jahres durch das Qinling-Gebirge, um Chencang einzunehmen, den Verkehrsknotenpunkt des gesamten Wei-Tals.
Die befestigte Stadt wurde von Hao Zhao mit etwa 1000 Mann gehalten. Cao Zhen hatte Hao Zhao nach Zhuge Liangs erster Expedition gewarnt, seine Verteidigung vorzubereiten.
Obwohl die Shu-Armee mit 20.000 Mann deutlich in der Überzahl war, lehnte Hao Zhao ihr Übergabeangebot ab.
Bald führte Zhuge Liang Belagerungswaffen ins Feld, darunter gepanzerte Leitern, Belagerungsrammen und Schützentürme. Trotz allem konnte Chencang nicht gewonnen werden, und die Wei-Soldaten behielten ihren verbissenen Widerstand bei und steckten die feindliche Kriegsmaschinerie in Brand.
Nach drei Wochen langte Zhang He mit den Entsatztruppen und Proviant an. Weil Zhuge Liangs Vorräte knapp wurden, befahl er den Rückzug nach Hanzhong. Einer von Zhang Hes Offizieren, Wang Shuang, verfolgte die Shu-Armee durch das Qinling-Gebirge und wurde in einem Hinterhalt Zhuge Liangs getötet. Der Verlust eines fähigen Mannes erinnerte die Wei-Generäle daran, dass sie es bei Zhuge Liang mit einem Meister des Hinterhalts zu tun hatten.

## Dritte Expedition (229)
Im Frühjahr 229 trat Zhuge Liang zu seiner dritten Expedition an. Sein Ziel war immer noch die Longyou-Region, wo er zuallererst die Territorien von Wudu und Yinping einnehmen wollte. Sie lagen am Fuße des westlichen Qinling-Gebirges, waren rasch erobert und sollten als Sprungbrett ins Tal des Wei-Flusses dienen. Der in Tianshui stationierte Zhang He befahl seinem Offizier Guo Huai, die Shu-Armee im Süden anzugreifen. Mit Bedacht verstärkte Zhuge Liang sofort seine Vorhut und begann die Schlacht mit Guo Huai bei Jianwei, nordwestlich von Wudu. Guo Huai wurde zwar besiegt, konnte sich aber zurückziehen und bereitete seine Defensivposition. Damit war Zhuge Liangs Plan eines schnellen Vormarschs nach Tianshui zunichtegemacht. Zhuge Liang war frustriert darüber, dass ihm der taktische Sieg bei Jianwei keinen besonderen strategischen Nutzen gebracht hatte, und er fürchtete ein Patt mit einem so starken Feind als Schwächung der Kräfte und Vorräte seiner Armee. Deshalb zog sich Zhuge Liang nach Hanzhong zurück. Mit diesem Rückzug gab er Wudu und Yinping auf, deren Bewohner Shus Glaubwürdigkeit stark hinterfragten.
Im Winter 229 und im Frühjahr 230 war Hanzhong der Schauplatz einer neuen militärischen Entwicklung. Weil er von einer Wei-Offensive erfahren hatte, begann Zhuge Liang mit intensiven Verteidigungsvorbereitungen. Er ließ sogar zwei 200 km lange Verschanzungen errichten. Der Kaiser von Wei hatte sich entschieden, die defensive Politik aufzugeben, und startete einen dreifachen Angriff auf Hanzhong, der von Sima Yi, Cao Zhen und Zhang He angeführt wurde. Bei Beginn der Offensive im Herbst 230 wurde Wei Yan mit Kavallerie- und Infanterieeinheiten aus Chengdu hinter die feindlichen Linien geschickt, um die Barbarenkontingente der Wei-Armee gegeneinander aufzuhetzen und Seide gegen Pferde und Waffen zu tauschen. Die Wei-Offensive kam aber nicht richtig in Schwung. Heftige Regenfälle machten die Bergpfade unpassierbar, und Zhang He musste im Westen eine Revolte befürchten. Nach einigen Wochen, in denen sie wenig vorangekommen waren, wurde dieser unheilvolle Feldzug abgebrochen. Zhuge Liang begab sich auf einen gewagten Marsch nach Nordwesten, um Wei Yan zu entsetzen, der auf seiner Rückkehr von Guo Huai bedrängt wurde. Dann befahl er den Rückzug nach Hanzhong.

## Vierte Expedition (231)
Seine vierte Expedition unternahm Zhuge Liang im Frühjahr 231 mit denselben unmittelbaren Zielen wie in der dritten: Er wollte das Gebiet um Wudu und Yinping als Aufmarschbasis einnehmen. Zhuge Liang sandte Boten zu den Stämmen der Xianbei und der Qiang, um sie zum Aufstand gegen das Reich Wei zu verleiten. Des Weiteren wurde die Versorgung mit Lebensmitteln durch die Einführung des „Hölzernen Ochsen“ verbessert. Trotz alldem war das Ziel der Einnahme Luoyangs sehr hochgesteckt, denn die Verteidigungssituation der Wei hatte sich erheblich verbessert. Die Garnison am Berg Qi war ein exzellenter Vorposten für Tianshui, das von den kampferprobten Generälen Guo Huai und Dai Ling gehalten wurde. Die Shu-Offensive begann mit einem Scharmützel beim Lager am Berg Qi. Der befehlshabende General Cao Zhen hielt es für einen Scheinangriff, der von einem Hauptangriff auf Chang’an ablenken sollte. Im Frühsommer erkrankte Cao Zhen und wurde von Sima Yi abgelöst, der das Lager am Berg Qi mit den Haupttruppen aus Chang’an entsetzte. Als Zhuge Liang davon erfuhr, zog er einen Teil der 30.000 Mann von der Belagerung ab und versuchte, die umliegenden Wei-Garnisonen um Tianshui zu erobern.
Ohne den Nutzen strategischer Kontrolle spielten ihm seine Feinde in die Hände. Guo Huai hatte Befehl erhalten, sich im Qi-Lager mit Sima Yi zusammenzustoßen, aber er ergriff die Initiative und vereinte sich mit dem Garnisonskommandanten von Shanggui, Fei Yao, um Zhuge Liang in die Zange zu nehmen. Sobald sie ihre Verteidigungspositionen verlassen hatten, wurden sie von der Shu-Armee in die Flucht geschlagen und ließen die Pfade nach Longyou offen. Trotzdem zog Zhuge Liang nicht nach Tianshui; vielleicht weil er bei zu großer Ausdehnung seiner Armee Schwierigkeiten mit der Versorgung befürchtete. Stattdessen ließ er den Frühlingsweizen in der Umgebung ernten. Nachdem er die Situation nach Guo Huai und Fei Yaos Niederlage begutachtet hatte, eroberte Sima Yi die Hügel östlich von Shanggui und hielt den Vormarsch der Shu-Armee auf. Als Zhuge Liangs Truppen die Ernte beendet hatten, marschierten sie südwärts und hielten an, um sich auf die Schlacht vorzubereiten. Sima Yi lehnte zunächst die Herausforderung ab. Als er aber den Spott und das Gelächter der Shu-Armee hörte, gab Sima Yi nach und griff mit seiner Armee frontal an, musste jedoch eine Niederlage einstecken. Sima Yi war gezwungen, sich planlos zurückzuziehen. Die Shu-Armee erbeutete 3000 Rüstungen, 5000 Schwerter und 3100 Armbrüste.
Es verwundert, dass Zhuge Liang aus diesem Sieg keinen Nutzen zog und eine große Offensive hinterherschickte. Stattdessen lagen die Armeen von Wei und Shu bei Shanggui in einer Pattsituation, an der nur Shu wegen seiner wenigen Vorräte verlieren konnte. In dieser Lage erkannte Li Yan, der für die Versorgung der Shu-Armee zuständig war, dass der Regen den Transport aus Hanzhong abgeschnitten hatte. Er meldete Zhuge Liang, dass Liu Shan den Rückzug befohlen habe. Dennoch war der Feldzug nicht umsonst gewesen. Sima Yi schickte Zhang He mit der Kavallerie zur Verfolgung aus, und Zhuge Liang hielt sie mit seinen Armbrustschützen am Engpass von Mumen auf, wo alle Wei-Soldaten und auch Zhang He fielen.

## Fünfte Expedition (234)
In den folgenden zwei Jahren entwickelten beide Seiten ihre Landwirtschaft und bereiteten sich auf den unvermeidlichen nächsten Feldzug in Longyou vor. Sima Yi für sein Teil machte den Zheng-Guo-Kanal wieder befahrbar, der 234 v. Chr. unter der Qin-Dynastie eingerichtet worden war. Damit verbesserte er sein Potenzial, einem in die Länge gezogenen Krieg mithilfe der Marine zu widerstehen.
Im Frühjahr 234 zogen 100.000 Shu-Soldaten durch das Qinling-Gebirge auf dem Baoye-Pfad zur weiten Wu-Zhang-Ebene. Dies war Zhuge Liangs fünfte und letzte Nordexpedition. Sima Yi war mit seiner 200.000 Mann starken Armee bestens vorbereitet und nahm seine Position bei den Befestigungen am südlichen Wei-Ufer ein. Als Veteran gegen Zhuge Liang schätzte Guo Huai, dass die Shu-Armee keinen direkten Angriff gegen Chang’an vorhatte, sondern ihre Position auf der Wu-Zhang-Ebene zur Übernahme der Longyou-Region sichern wollte. Er bemerkte, dass es schon Berichte gebe, wonach die Shu-Armee bereits den Oberlauf des Wei-Flusses überquert und Verbindungslinien eingerichtet habe. Sima Yi, der den Verlust der Verbindungen im Süden fürchtete, verstärkte das Verbindungszentrum Beiyuan. Dies geschah keinen Augenblick zu früh, denn Zhuge Liang begann schon, auf die Wei-Positionen im Norden überzugreifen. Nach zwei Monaten voller Manöver nördlich des Wei-Flusses zog er zu einer Sackgasse auf der Wu-Zhang-Ebene. Die Shu-Armee kam einen lange hingestreckten Ringen zuvor und benutzte das Duntian-System (das Cao Cao eingeführt hatte), als sie den abgesprochenen Angriff von Wu auf Wei erwarteten.
Sun Quans Armee in der Huai-Region wurde jedoch besiegt, und seine Offensive brach zusammen, weil eine endemische Seuche sich unter den Männern ausbreitete. Der Bruch dieser letzten Hoffnung auf eine Wende beschleunigte die Verschlechterung von Zhuge Liangs Gesundheit und deprimierte ihn. Im Spätsommer vergab er Anweisungen an seine nächsten Offiziere für die Zukunft von Shu. Im frühen Herbst des Jahres starb Zhuge Liang im Alter von 54 Jahren. Die Nachricht seines Todes wurde geheim gehalten, bis die Armee das sichere Baoye-Tal zu ihrer Rückkehr nach Hanzhong erreicht hatte. Sima Yi, der die Nachricht für einen Trick Zhuge Liangs hielt, zögerte ob der Verfolgung der Shu-Armee. Erst als ihm eine Inspektion des verlassenen Shu-Lagers die Wahrheit verriet, zog er zur Verfolgung aus. Als er aber das Baoye-Tal erreicht hatte, merkte er, dass er für den weiteren Weg nicht genügend Vorräte mit sich führte, und kehrte mit der Armee zum Wei-Fluss zurück. Mit dem Tod Zhuge Liangs endete eine gewaltige militärische Bedrohung für das Reich Wei.

## Analyse
Es überrascht, dass Shu als schwächstes der Drei Reiche in seinen frühen Jahren eine so energische, offensive Militärpolitik verfolgte. Wenn Zhuge Liang nicht 234 verstorben wäre, hätte er sie wahrscheinlich fortgeführt. Der diplomatische Erfolg, die Allianz mit Sun Quan wiederherzustellen, hatte sich als nutzlos erwiesen, denn es ergaben sich daraus kaum strategische Vorteile: Beide Seiten hatten unterschiedliche politische Tagesordnungen, was die enge militärische Koordination behinderte. Nachdem die erste nördliche Expedition zurückgeschlagen war, war das Reich Wei in der Lage, die Bedrohung an zwei Fronten zu meistern.